# جان پی. لیوادری
جان پی. لیوادری (انگلیسی: John P. Livadary؛ ۲۰ مهٔ ۱۸۹۶ – ۷ آوریل ۱۹۸۷) یک مهندس صدا اهل ایالات متحده آمریکا بود.
وی همچنین برندهٔ جوایزی همچون جایزه اسکار بهترین میکس صدا، و جایزه اسکار بهترین میکس صدا، و جایزه اسکار بهترین میکس صدا، شده‌است.

## بخشی از فیلمشناسی
- پرواز (فیلم ۱۹۲۹) (۱۹۲۹)
- وال استریت (فیلم ۱۹۲۹) (۱۹۲۹)
- کشتی هوایی (فیلم) (۱۹۳۱)
- آقای اسمیت به واشینگتن می‌رود (۱۹۳۹)
- مردی از لارامی (۱۹۵۵)
- پیک‌نیک (فیلم ۱۹۵۵) (۱۹۵۵)
- نژاد اصیل (۱۹۵۶)
- هرچه سخت‌تر به زمین‌می‌خورند (۱۹۵۶)
- برگ‌های پاییزی (فیلم) (۱۹۵۶)
- سرزنده (۱۹۵۷)
- ۳:۱۰ به یوما (فیلم ۱۹۵۷) (۱۹۵۷)
- جین ایگلز (فیلم) (۱۹۵۷)
- کابوی (فیلم ۱۹۵۸) (۱۹۵۸)
- ردیف متهمان (۱۹۵۸)
- تلاش واپسین (۱۹۵۸)
- نبرد دریای کورال (فیلم) (۱۹۵۹)
- آخرین مرد خشمگین (۱۹۵۹)